# Magnus Sheffield
Magnus Sheffield (* 19. dubna 2002) je americký profesionální silniční cyklista jezdící za UCI WorldTeam Ineos Grenadiers.

## Kariéra
V srpnu 2021 Sheffield z neznámých důvodů opustil tým Rally Cycling předtím, než se v sezóně 2022 připojil k týmu Ineos Grenadiers.
V dubnu 2022 Sheffield vyhrál závod Brabantský šíp, jenž je jednou z vlámských klasik. Cílovou pásku proťal s náskokem 37 sekund na druhého Benoîta Cosnefroye a třetího Warrena Barguila a stal se tak prvním americkým vítězem tohoto závodu a prvním americkým vítězem jedné z těchto klasik za deset let.

## Hlavní výsledky

### Silniční cyklistika
2019
Keizer der Juniors
2. místo celkově
 vítěz soutěže mladých jezdců
vítěz etap 1 a 2b
Mistrovství světa
 3. místo silniční závod juniorů
Grand Prix Rüebliland
3. místo celkově
 vítěz soutěže mladých jezdců
SPIE Internationale Juniorendriedaagse
8. místo celkově
 vítěz soutěže mladých jezdců
2020
Valley of the Sun Stage Race
 celkový vítěz
vítěz 1. etapy
2021
Mistrovství světa
10. místo časovka do 23 let
2022
vítěz Brabantský šíp
Vuelta a Andalucía
vítěz 3. etapy
Danmark Rundt
2. místo celkově
 vítěz soutěže mladých jezdců
vítěz 2. etapy (ITT)
Národní šampionát
2. místo časovka
3. místo silniční závod
Kolem Norska
6. místo celkově
Tour of Britain
10. místo celkově
2023
Kolem Norska
2. místo celkově
Tour Down Under
4. místo celkově
 vítěz soutěže mladých jezdců
Tour of Britain
4. místo celkově
 vítěz soutěže mladých jezdců
CRO Race
4. místo celkově
 vítěz soutěže mladých jezdců

### Cyklokros
2018–2019
Panamerické mistrovství
 vítěz závodu juniorů
Národní šampionát
3. místo závod juniorů
2019–2020
Národní šampionát
3. místo závod juniorů

### Výsledky na Grand Tours
| Grand Tour      | 2024 |
| --------------- | ---- |
| Giro d'Italia   | 59   |
| Tour de France  |      |
| Vuelta a España |      |

| —   | Nezúčastnil se |
| DNF | Nedokončil     |